# Jay Hernández
Jay Hernández, właśc. Javier Manuel Hernández Jr. (ur. 20 lutego 1978 w Montebello) – amerykański aktor pochodzenia meksykańskiego.

## Życiorys

### Wczesne lata
Przyszedł na świat w Montebello w stanie Kalifornia w rodzinie meksykańskiej jako jedno z czworga dzieci i najmłodszy z trzech synów Isis Maldonado, sekretarki, i Javiera Hernándeza Sr., mechanika. Ma dwóch starszych braci – Michaela i Gabriela – oraz młodszą siostrę, Amelię. Uczęszczał do Don Bosco Technical Institute w Rosemead, miasteczku w Los Angeles w stanie Kalifornia, zanim w 1996 otrzymał dyplom ukończenia szkoły średniej Schurr High School w Montebello w stanie Kalifornia. 

### Kariera
Podczas gdy jechał windą w Los Angeles, został odkryty przez łowcę talentu, menedżera Howarda Tynera, który zasugerował mu karierę aktorską w Hollywood. Zapisał Hernándeza na kurs aktorski i wysłał jego zdjęcia na castingi.
Trafił na mały ekran w sitcomach NBC – Pod koszem/Zawieszony czas (Hang Time, 1998–2000) i Jeden świat (One World, 2000), sitcomie Liceum w USA (USA High, 1999) i serialu MTV Rozbieranie (Undressed, 2000).
Przełomem w jego karierze była kreacja ułożonego Latynosa Carlosa Nuñeza, zakochanego w siedemnastoletniej Amerykance (Kirsten Dunst) w dramacie Piękna i szalona (Crazy/Beautiful, 2001). Gdy jego film miał premierę w Hollywood, jego menedżer i mentor Howard Tyner nagle przeszedł atak serca, zapadł w śpiączkę i zmarł dwa tygodnie później.
Kolejne filmy z jego udziałem to: dreszczowiec Prześladowca (Joy Ride, 2001) z Paulem Walkerem, Steve’em Zahnem i Leelee Sobieski, dramat Debiutant (Rookie, 2002), dramat sensacyjny Torque. Jazda na krawędzi (Torque, 2004) z Martinem Hendersonem i Ice Cube, thriller Płonąca pułapka (Ladder 49, 2004) z Joaquinem Phoenixem i Johnem Travoltą oraz dramat sportowy Światła stadionów (Friday Night Lights, 2004) z Billy Bobem Thorntonem.

### Filmy fabularne
- 2001: Piękna i szalona (Crazy/Beautiful) jako Carlos Nuñez
- 2001: Prześladowca (Joy Ride) jako wojskowy
- 2002: Debiutant (The Rookie) jako Joaquin 'Wack' Campos
- 2004: Torque: Jazda na krawędzi (Torque) jako Dalton
- 2004: Światła stadionów (Juego de viernes en la noche) jako Brian Chavez
- 2004: Płonąca pułapka (Ladder 49) jako Keith Perez
- 2005: Nomad
- 2006: Silent Hill – zwłoki na ogrodzeniu
- 2006: Hostel jako Paxton
- 2006: World Trade Center jako Dominick Pezzulo
- 2007: Hostel: Part II jako Paxton
- 2008: Dzielnica Lakeview (Lakeview Terrace) jako Javier Villareal
- 2008: Kwarantanna (Cuarentena) jako Jake
- 2010: Chętni na kasę (Takers) jako Eddie Hatcher
- 2012: LOL jako James
- 2016: Złe mamuśki (Bad Moms) jako Jessie
- 2016: Legion samobójców (Suicide Squad) jako Chato Santana / El Diablo
- 2017: Złe mamuśki 2: Jak przetrwać święta (A Bad Moms Christmas) jako Jesse Harkness

### Seriale TV
- 2006–2007: Sześć stopni oddalenia (Six Degrees) jako Carlos Green
- 2013: Nashville jako Dante Rivas
- 2017: Skandal (Scandal) jako Curtis Pryce
- 2018–2024: Magnum: Detektyw z Hawajów (Magnum P.I.) jako Thomas Magnum